# Wadi Sha'am
El Wadi Sha'am (en árabe: وادي شعم‎, romanizado: Wādī Sha‘am)  es un valle o río seco, con caudal efímero o intermitente, que fluye casi exclusivamente durante la temporada de lluvias, situado al este de los Emiratos Árabes Unidos, en el emirato de Ras al Jaima. 
Es el más septentrional de los wadis de Emiratos Árabes Unidos, y forma su propia cuenca hidrográfica de 35 km²,  que limita al norte y al este con el Sultanato de Omán; al sur con la cuenca hidrográfica del Wadi Ghalilah, y al oeste con el Golfo Pérsico. 
Este pequeño valle, situado al borde y casi al nivel del mar, está rodeado de montañas con elevados y verticales acantilados, en los que se forman espectaculares cascadas cuando llueve torrencialmente.
Entre las montañas que lo rodean, con una altura máxima de 1490 m s. n. m., destacan el Jabal Khabb (1145 m s. n. m.), el Aqabat Tībat (1085 m s. n. m.), el Jabal Hudayd (1035 m s. n. m.), el Jabal Qandus (954 m s. n. m.), el Jabal Saddariyyah (795 m s. n. m.) y el Jabal Al Jir (572 m s. n. m.), que pese a su modesta altura, constituye un referente icónico para el valle, por hallarse muy cerca de los dos principales núcleos de población: las ciudades costeras de Sha'am y Al Jeer/Al Jir.
El conjunto de toda la cuenca hidrográfica del Wadi Sha'am, reúne un número aproximado de 30 arroyos independientes, la mayoría sin nombre conocido. Los principales afluentes del Wadi Sha'am son el Wadi Al Gabbah, el Wadi Al Maryalen y el Wadi Qaf'a.

## Recorrido
El Wadi Sha'am fluye de este a oeste. 
Su principal fuente de origen está situada en lo alto del acantilado, junto a la divisoria de aguas, a una altitud aproximada de 1.230 m s. n. m., y considerando el tramo inicial, en el que se precipita en cascada hacia el valle, tiene una longitud total aproximada de 9,3 kilómetros.
Al inicio de su curso medio, tras su confluencia con el Wadi Al Gabbah, forma un cauce bien definido, que al avanzar por la llanura central del valle se va diluyendo progresivamente y se bifurca de manera natural en múltiples canales trenzados, entrelazados e intercalados con pequeñas islas de sedimento.
Sin embargo, a medida que el Wadi Sha'am se aproxima a la costa, es también mayor la presencia en sus márgenes de numerosas viviendas, granjas y otras construcciones, que hizo necesaria la realización de obras de canalización, especialmente a partir del punto de su confluencia con el Wadi Al Maryalen, y en su paso por la ciudad de Al Jeer/Al Jir, en donde el cauce del wadi principal se reparte en dos canales paralelos que se unen al final de la zona urbana. 
En el tramo de desembocadura, el wadi discurre a través de un área ocupada principalmente por plantaciones agrícolas, protegidas con alto muros y surcada por múltiples callejones, que en momentos de fuertes lluvias actúan como canales de drenaje y conducen sus aguas hasta el mar.

## Presas y embalses

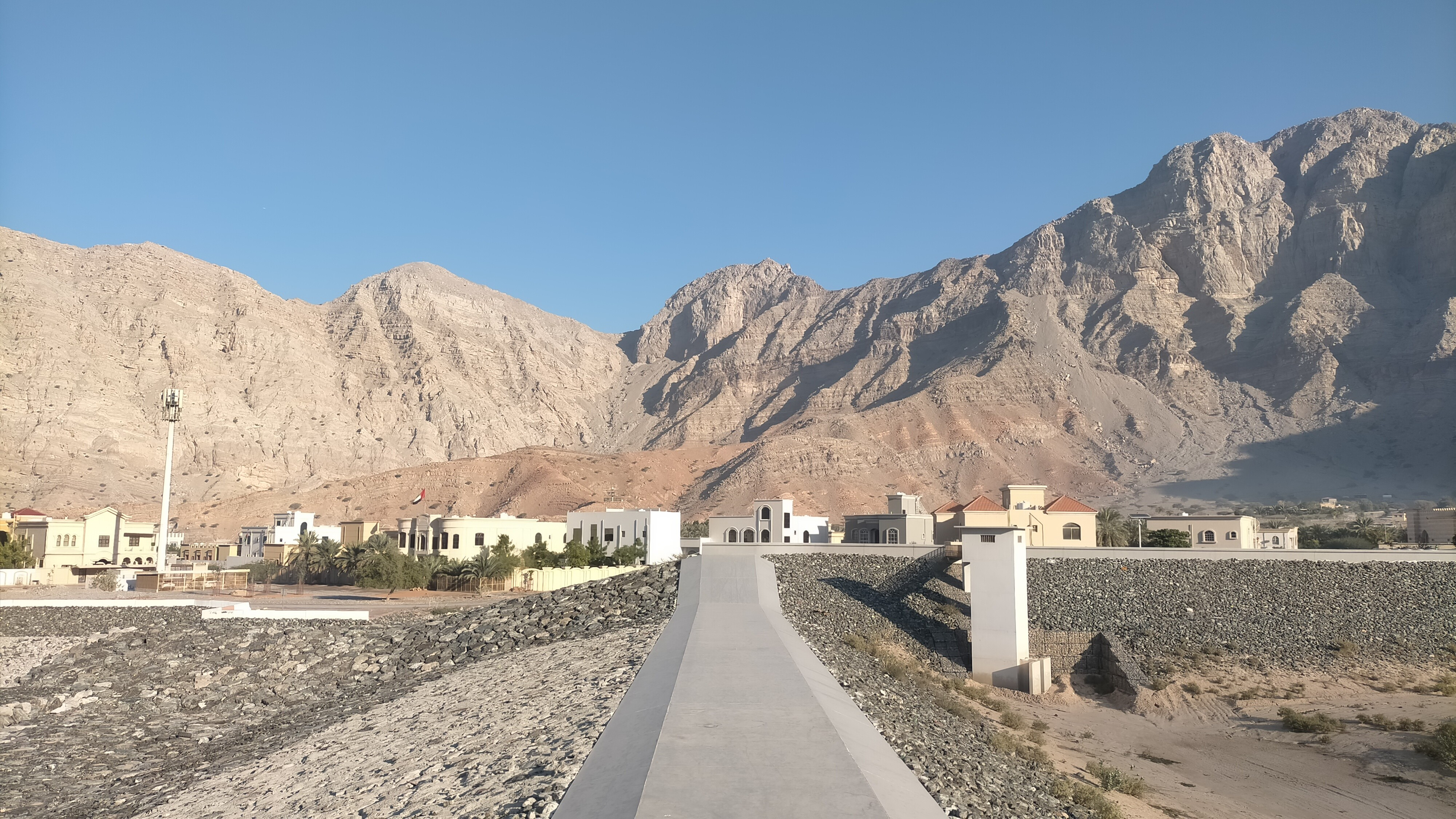
Wadi Sha'am Dam

Como otras regiones de los EAU, el área geográfica del Wadi Sha'am se ha visto ocasionalmente afectada por lluvias inusualmente intensas e inundaciones.
Para prevenir el peligro de inundaciones repentinas y aumentar el potencial de recarga de aguas subterráneas, en 2001 se construyó en su cauce una presa de 8 metros de altura, un embalse de 0,035 km² con capacidad de 0,25 millones de metros cúbicos, y fue denominada oficialmente Wadi Sha'am Dam (coordenadas: 26°01′59″N, 56°06′54″E).

## Toponimia
Nombres alternativos: Wādī ash Sha‘m, Wādī Sha‘am, Wadi Sha'am, Wadi Sha'm, Wadi Shaam.
El nombre del Wadi Sha'am (con las grafías Wadi Sha'am y Wādī ash Sha‘m), sus afluentes, montañas y poblaciones cercanas, quedaron registrados en la documentación y mapas elaborados entre 1950 y 1960 por el arabista, cartógrafo, militar y diplomático británico Julian F. Walker, durante los trabajos efectuados para el establecimiento de fronteras entre los entonces denominados Estados de la Tregua, completados más tarde, por el Ministerio de Defensa del Reino Unido, con mapas a escala 1:100 000 publicados a partir de 1971.
En el Atlas Nacional de Emiratos Árabes Unidos consta con la grafía Wādī Sha‘am (en árabe: وادي شعم‎).

## Población
El área del Wadi Sha'am estuvo poblada principalmente por la tribu Shihuh, sección de Bani Shatair, área tribal de Bani Juma.